# Benjamin Hadrigan

Benjamin Hadrigan 2019

Benjamin Tim Hadrigan (* 18. November 2001 in Klosterneuburg, Österreich) ist ein österreichischer Buchautor und Jungunternehmer.

## Leben
Benjamin Hadrigan wuchs in Klosterneuburg auf und begann im Alter von 15 parallel zur Schule Wirtschaftsrecht an der Wirtschaftsuniversität Wien als außerordentlicher Studierender zu studieren.
2019 veröffentlichte Hadrigan das Buch #Lernsieg – Erfolgreich lernen mit Snapchat, Instagram und Whatsapp im Verlag edition a.
Schon vorher hatte er nach eigenen Angaben ein Unternehmen gegründet und wurde von Boulevardmedien als jüngster Designer und Unternehmer Österreichs bezeichnet. Sein volljähriger Bruder hatte das Unternehmen für ihn gegründet, welches Benjamin Hadrigan aber selbst sofort leitete. Hadrigan gründete am 1. Jänner 2020 die Lernsieg Mobile Media GmbH. 

## Lernsieg-App
Am 15. November 2019 startete Hadrigans App Lernsieg. Über die App können Schüler in Österreich und Deutschland anonym ihre Lehrer und ihre Schule mit Sternen bewerten. Nach Protesten der Lehrergewerkschaft und „einer Flut von Hassmails an Hadrigan, die keinem Schüler zumutbar sind“, wurde die App nach nur drei Tagen und 70.000 Downloads offline genommen. Hadrigans App ging am 20. Februar 2020 wieder online, nachdem die Datenschutzbehörde bestätigt hatte, dass die Lehrerdaten im Einklang mit der Datenschutz-Grundverordnung stünden.
Im März 2020 berichtete die Online-Zeitschrift Futurezone, dass Hadrigan auf Instagram einen Artikel dieser Zeitschrift mit manipulierten Inhalten gepostet habe; eine kritische Aussage in einer Artikelüberschrift sei gelöscht worden.
Durch Sec-Research wurde bekannt, dass Bewertungen mit einem SMS-Gateway in der Lernsieg-App manipuliert werden konnten. Lernsieg reagierte nach mehreren Monaten und schloss diese Sicherheitslücke, indem der gesamte Registrierungsprozess geändert wurde. So ist es nicht mehr möglich einzusehen, wer welche Bewertungen abgegeben hat, wenn man die Telefonnummern der Schüler kennt.
Die App bekam im Oktober 2020 den Negativpreis Big Brother Award in der Kategorie Kommunikation und Marketing.
Nach Klage eines Lehrers gegen Lernsieg erachtete 2022 der Oberste Gerichtshof die App für zulässig.
Am 15. Mai 2024 verkaufte Benjamin Hadrigan seine Mehrheit an der Lernsieg Mobile Media GmbH und trat ebenfalls die Geschäftsführung an Katharina Lang ab, die zuvor bereits ein Datingunternehmen aufgebaut hat. Katharina Lang setzte ihre Relaunch-Pläne nicht um und nach 1,5 Jahren nach Übernahme wurde das Konkursverfahren eröffnet. 
Am 30. Juni 2025 wurde über die Lernsieg unter der Führung von Katharina Lang ein Konkursverfahren eröffnet. Die Tagsatzung, bei der über das weitere Vorgehen entschieden wird, findet am 27. August 2025 statt.

## Werke
- Benjamin Tim Hadrigan: #Lernsieg: Erfolgreich lernen mit Snapchat, Instagram und WhatsApp, edition a, ISBN 978-3-99001-317-5
- Benjamin Tim Hadrigan: Talentkiller: Wie das Schulsystem die Schüler fertig macht und wie wir es ändern müssen, edition a, ISBN 978-3-99001-440-0
- Benjamin Tim Hadrigan: #startup: Wie du erfolgreich dein Unternehmen gründest, Goldegg Verlag, ISBN 978-3-99060-284-3